# Oslo Nye Teater

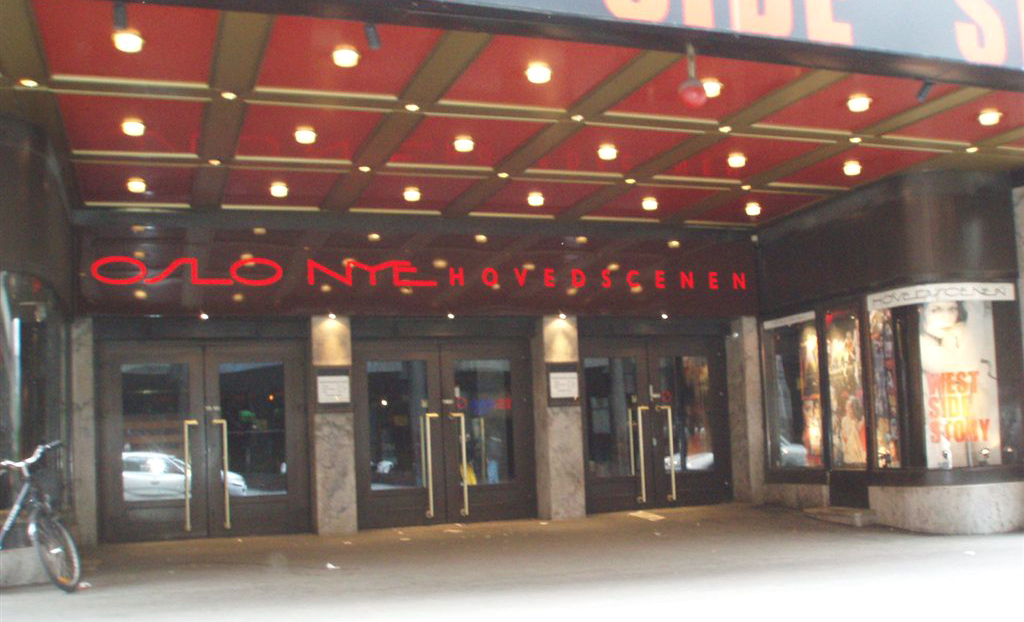
Oslo Nye Teater. Huvudscenen på Rosenkrantz' gate.

Oslo Nye Teater är en teater i Oslo, upprättad 1959 genom en sammanslagning av Det Nye Teater och Folketeatret.
Teatern drevs från starten av Teaterselskapet A/S, ett aktiebolag där A/S Folketeatret, A/S Scenekunst och Oslo kommun hade varsina två representanter i styrelsen. Den övertog nästan alla skådespelare från de två tidigare teatrarnas ensembler. Förste chef var Axel Otto Normann.
1967 fick Oslo kommun fullt ekonomiskt ansvar för driften. Teatern valde nu först och främst att uppföra komedier, både klassiska och moderna, samt musikaler, men har på senare år [Vilka år??] gjort stor lycka även med dramatiska uppsättningar. Oslo Nye Teater har sedan 1971 haft Centralteatret som biscen, och driver dockteater i teatersalen i Oslo Bymuseum. Sedan 2010 är Catrine Telle teaterchef.